# Пікенс (Південна Кароліна)
Пікенс (англ. Pickens) — місто (англ. city) в США, в окрузі Пікенс штату Південна Кароліна. Населення — 3388 осіб (2020).

## Географія
Пікенс розташований за координатами 34°53′9″ пн. ш. 82°42′37″ зх. д. / 34.88583° пн. ш. 82.71028° зх. д. (34.885741, -82.710202).  За даними Бюро перепису населення США в 2010 році місто мало площу 7,38 км², з яких 7,32 км² — суходіл та 0,06 км² — водойми.

### Клімат
| Клімат : Пікенс         | Клімат : Пікенс | Клімат : Пікенс | Клімат : Пікенс | Клімат : Пікенс | Клімат : Пікенс | Клімат : Пікенс | Клімат : Пікенс | Клімат : Пікенс | Клімат : Пікенс | Клімат : Пікенс | Клімат : Пікенс | Клімат : Пікенс | Клімат : Пікенс |
| Показник                | Січ.            | Лют.            | Бер.            | Квіт.           | Трав.           | Черв.           | Лип.            | Серп.           | Вер.            | Жовт.           | Лист.           | Груд.           | Рік             |
| Абсолютний максимум, °C | 26,1            | 27,2            | 31,7            | 33,9            | 36,7            | 38,9            | 41,1            | 40,6            | 38,3            | 36,1            | 29,4            | 25,6            | 41,1            |
| Середній максимум, °C   | 11,2            | 13,3            | 17,8            | 22,6            | 26,6            | 30,4            | 32,1            | 31,4            | 27,9            | 22,8            | 17,5            | 11,9            | 22,2            |
| Середній мінімум, °C    | −2,1            | −0,5            | 3,1             | 7,3             | 12,7            | 17,4            | 19,4            | 19,1            | 15,3            | 8,8             | 3,4             | −0,7            | 8,6             |
| Абсолютний мінімум, °C  | −21,1           | −17,8           | −13,3           | −4,4            | 1,1             | 6,1             | 10,6            | 11,1            | 1,7             | −3,3            | −12,2           | −17,8           | −21,1           |
| Норма опадів, мм        | 124             | 117             | 122             | 95              | 99              | 113             | 123             | 125             | 109             | 96              | 104             | 130             | 1357            |
| ----------------------- | --------------- | --------------- | --------------- | --------------- | --------------- | --------------- | --------------- | --------------- | --------------- | --------------- | --------------- | --------------- | --------------- |
| Джерело: NOAA           |                 |                 |                 |                 |                 |                 |                 |                 |                 |                 |                 |                 |                 |

## Демографія
Згідно з переписом 2010 року, у місті мешкало 3126 осіб у 1246 домогосподарствах у складі 814 родин. Густота населення становила 423 особи/км².  Було 1481 помешкання (201/км²).
Расовий склад населення:
| - 80,5 % — білих - 15,3 % — чорних або афроамериканців - 0,6 % — азіатів - 0,2 % — корінних американців - 1,1 % — осіб інших рас |

До двох чи більше рас належало 2,3 %. Частка іспаномовних становила 3,4 % від усіх жителів.
За віковим діапазоном населення розподілялося таким чином: 22,2 % — особи молодші 18 років, 59,8 % — особи у віці 18—64 років, 18,0 % — особи у віці 65 років та старші. Медіана віку мешканця становила 39,8 року. На 100 осіб жіночої статі у місті припадало 88,9 чоловіків;  на 100 жінок у віці від 18 років та старших — 84,7 чоловіків також старших 18 років.
Середній дохід на одне домашнє господарство  становив 43 286 доларів США (медіана — 33 250), а середній дохід на одну сім'ю — 50 494 долари (медіана — 38 536). За межею бідності перебувало 28,1 % осіб, у тому числі 38,7 % дітей у віці до 18 років та 10,7 % осіб у віці 65 років та старших.
Цивільне працевлаштоване населення становило 1014 осіб. Основні галузі зайнятості: виробництво — 22,0 %, освіта, охорона здоров'я та соціальна допомога — 20,2 %, мистецтво, розваги та відпочинок — 18,6 %.